# Józef Bialik
Józef Bialik (zm. 24 lutego 1926) – polski masarz.

## Życiorys
W Krakowie kształcił się w zawodzie masarskim. W tym mieście prowadził fabrykę masarską, założoną w połowie lat 80 XIX wieku. W 1902 został właścicielem kamienicy przy ulicy Floriańskiej 51, w której urządził warsztat i sklep masarski, prowadzony jako fabryka wyrobów masarskich i skład wędlin. Filia sklepu masarskiego działała przy placu Mariackim 2. Na początku XX wieku Bialik został także właścicielem kamienicy przy ul. Floriańskiej 38
W swoim zakładzie Bialik w 1906 zatrudniał w niej 70 pracowników. Zakład znany był przede wszystkim z produkcji kiełbas krakowskich. Ponadto wytwarzano pieczone i wędzone polędwice, kiełbasy, białą i wędzoną słoninę, smalec polski.
Wyroby Bialika były sprzedawane na całym obszarze Austro-Węgier, a także eksportowane do innych krajów, w tym do Stanów Zjednoczonych Ameryki.
Za swoje wyroby Józef Bialik był wyróżniany listami pochwalnymi na wystawach w zachodniej Europie. Otrzymał także złote medale na wystawach w Wiedniu (1899), w Antwerpii (1906).
Pełnił funkcję starszego cechu rzeźników i masarzy krakowskich. Był także radnym (radcą) miejskim w Krakowie. Udzielał się również jako król kurkowy.
Na początku listopada 1919 wyrokiem sądu w Krakowie został skazany na karę sześciu tygodni ciężkiego więzienia, grzywnę w wysokości 150 tys. koron grzywny oraz na utratę uprawnień handlowych za ukrycie dużych ilości słoniny w celach spekulacji.